# Epimachus fastuosus
Epimachus fastuosus là một loài chim trong họ Paradisaeidae.